# Escallonia pulverulenta
Escallonia pulverulenta är en tvåhjärtbladig växtart som först beskrevs av Hipólito Ruiz López och Pav., och fick sitt nu gällande namn av Christiaan Hendrik Persoon. Escallonia pulverulenta ingår i släktet Escallonia och familjen Escalloniaceae. Inga underarter finns listade i Catalogue of Life.

## Bildgalleri

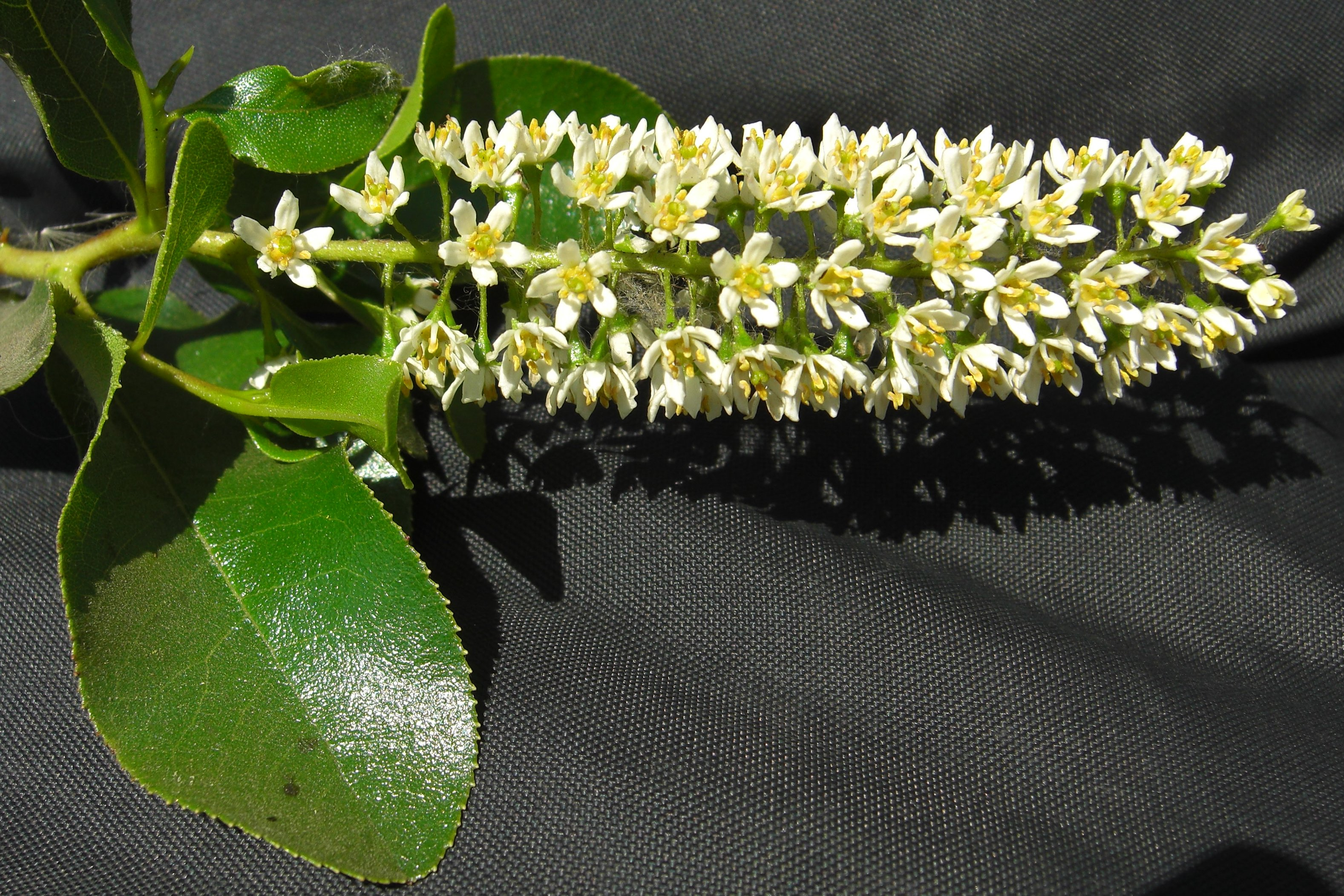